# Apterocorypha
Apterocorypha es un género de mantis (insecto del orden Mantodea) de la familia Thespidae. Es originario de América.

## Especies
Contiene las siguientes especies:
- Apterocorypha atra
- Apterocorypha aurita
- Apterocorypha bispina
- Apterocorypha somalica